# I. e. 295
Évszázadok: i. e. 4. század – i. e. 3. század – i. e. 2. század
Évtizedek: i. e. 340-es évek – i. e. 330-as évek – i. e. 320-as évek – i. e. 310-es évek – i. e. 300-as évek – i. e. 290-es évek – i. e. 280-as évek – i. e. 270-es évek – i. e. 260-as évek – i. e. 250-es évek – i. e. 240-es évek
Évek: i. e. 300 – i. e. 299 – i. e. 298 – i. e. 297 –  i. e. 296 – i. e. 295 – i. e. 294 – i. e. 293 – i. e. 292 – i. e. 291 – i. e. 290

## Események

### Hellenisztikus birodalmak
- Démétriosz Athén ellen küldött flottája nagy veszteségeket szenved egy viharban; ennek ellenére blokád alá veszi a várost.
- Ptolemaiosz 150 hajóból álló flottával próbálja felmenteni Athént, de nem jár sikerrel. Egyúttal elkezdi visszahódítani Ciprust.
- Szeleukosz bevonul Kilikiába, Lüszimakhosz pedig a kis-ázsiai görög városokba.
- II. Antipatrosz makedón király meggyilkoltatja anyját, Thesszalonikét, mert az inkább öccsét (és társuralkodóját), V. Alexandroszt támogatta.

### Róma
- Quintus Fabius Maximus Rullianust és Publius Decius Must választják consulnak. A veszélyesebb etruszk háborút a sorshúzás mellőzésével Q. Fabiusra bízzák, aki maga mellé veszi P. Deciust is. A szamnisz háborút az előző évi consul, L. Volumnius vezeti.
- A gallok (vagy az umberek) a consulok Etruriába érkezése előtt megsemmisítik a Clusiumnál táborozó római légiót.
- Sentinum mellett a rómaiak döntő vereséget mérnek az etruszk-szamnisz-umber-gall szövetségre. A csatában P. Decius consul is elesik. Q. Fabius elvonulása után a perusiai etruszkok folytatják a háborút és a szamniszok is betörnek római területre.
- A paráznaságért elítélt patrícius nők pénzbüntetéséből megépítik az első római Vénusz-templomot.[1]

### Kína
- Csao állam annektálja a kis Csongsan államot.

## Születések
- Apollóniosz Rhodiosz, görög költő

## Halálozások
- Publius Decius Mus, római államférfi
- Thesszaloniké, II. Philipposz lánya, Kasszandrosz felesége

## Fordítás
- Ez a szócikk részben vagy egészben  a(z)   295 v. Chr. című német Wikipédia-szócikk ezen változatának fordításán alapul.  Az eredeti cikk szerkesztőit annak laptörténete sorolja fel. Ez a jelzés csupán a megfogalmazás eredetét és a szerzői jogokat jelzi, nem szolgál a cikkben szereplő információk forrásmegjelöléseként.